# Мирэсмаэли, Араш
Араш Мирэсмаэли (перс. آرش میراسماعیلی‎; род. 3 марта 1981, Хорремабад) — иранский дзюдоист, чемпион и призёр чемпионатов Азии и мира, призёр Азиатских игр, участник двух Олимпиад.

## Карьера
Выступал в полулёгкой (до 66 кг) весовой категории. В 1999—2008 годах (1999, 2001, 2008 годы) трижды становился чемпионом Азии и по одному разу серебряным (2005 год) и бронзовым (2007 год) призёром чемпионатов страны. Серебряный (1998 год) и бронзовый призёр (2006 год) Азиатских игр. Чемпион (2001 и 2003 годы) и бронзовый призёр (2005 и 2007 годы) чемпионатов мира.
На летних Олимпийских играх 2000 года в Сиднее в первой схватке проиграл представителю Турции Озкану Хюсеину. В серии утешительных схваток Мирэсмаэли последовательно победил болгарина Георгия Георгиева, китайца Жанга Гуанджуна и японца Юкимаса Накамуру. В схватке за бронзовую медаль Мирэсмаэли уступил итальянцу Джироламо Джовинаццо и занял пятое место.
На следующей Олимпиаде в Афинах Мирэсмаэли был знаменосцем олимпийской команды Ирана на церемонии открытия. В первой схватке он должен был встретиться с израильским дзюдоистом Эхудом Ваксом, но отказался от схватки в знак протеста против политики Израиля на палестинских территориях. В то же время, согласно официальным документам, Мирэсмаэли соревновался в категории до 64 кг и покинул турнир в связи с тем, что его соревновательный вес был выше на 2 кг, а не из-за своего принципиального отказа от участия в бою против израильтянина. 8 сентября 2004 года, согласно официальным сообщениям СМИ Ирана, Мирэсмаэли получил премиальные в размере примерно 125 тысяч долларов США, которые были обещаны каждому спортсмену, который выиграет золотую медаль на Играх.
На Олимпиаде 2008 года в Пекине Мирэсмаэли в первой схватке победил поляка Томаша Адамеца, но в следующей уступил японцу Масато Утисиба. В серии утешительных схваток Мирэсмаэли победил доминиканца Хуана Ясинто, но уступил представителю Узбекистана Мирали Шарипову и стал девятым в итоговом зачёте.